# Người ngoài hành tinh trong tác phẩm giả tưởng

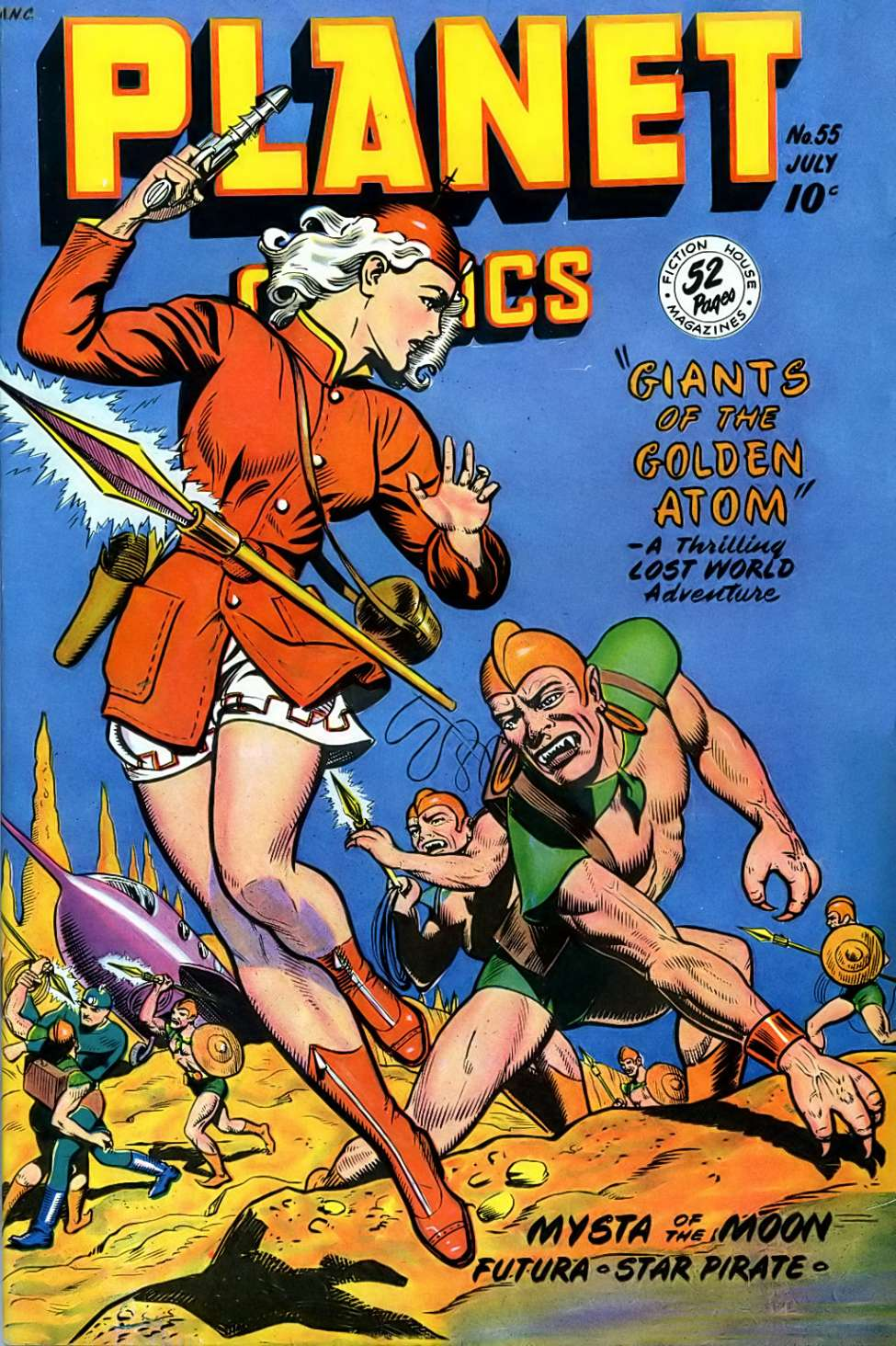
Trang bìa của tạp chí khoa học viễn tưởng Planet Comics (số tháng 7 năm 1948) có hình ảnh những người ngoài hành tinh thù địch đang đuổi theo một cô gái trẻ.

Người ngoài hành tinh là bất kỳ thực thể ngoài Trái Đất nào thuộc dạng sống không bắt nguồn từ hành tinh này. Việc sử dụng danh từ ngoài Trái Đất được công bố lần đầu tiên xảy ra vào năm 1956 suốt trong Thời kỳ Hoàng kim của Khoa học Viễn tưởng. Nhà nghiên cứu Gary Westfahl nhận định rằng người ngoài hành tinh có lẽ sẽ vẫn là đề tài trọng tâm trong nền văn học khoa học viễn tưởng cho đến khi nào nhân loại thực sự gặp được họ.

## Lịch sử

### Trung đại
Thuyết đa nguyên vũ trụ giả định rằng có nhiều thế giới đông người sinh sống nằm bên ngoài phạm vi nhân loại có trước tính hiện đại và sự phát triển của mô hình nhật tâm vốn khá phổ biến trong truyện thần thoại trên toàn thế giới. Nhà văn châm biếm La Mã thế kỷ thứ 2 là Lucianus xứ Samosata trong tác phẩm mang tên Truyện kể có thật cho biết mình đã viếng thăm Mặt Trăng khi con tàu của ông được một đài phun nước đưa lên đây, vốn là nơi có người ở và đang bận chiến tranh với cư dân Mặt Trời trong quá trình xâm chiếm Sao Mai làm thuộc địa. Những thế giới khác được mô tả trong tác phẩm văn học sơ khai như truyện cổ tích Nhật Bản thế kỷ thứ 10 mang tên Chuyện ông lão đốn tre và Những cuộc phiêu lưu của Bulukiya xứ Ả Rập thời Trung cổ (trích từ Nghìn lẻ một đêm).

### Cận đại

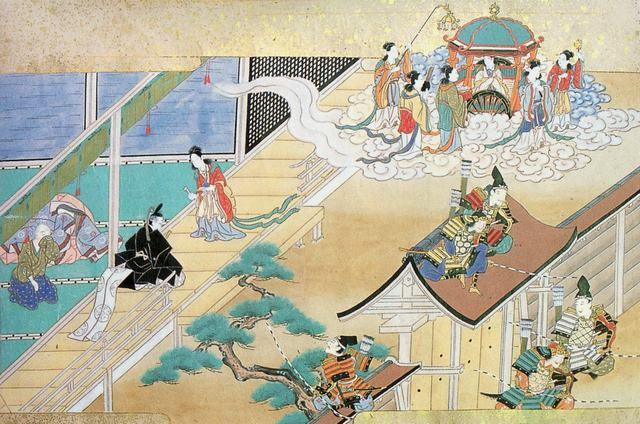
Kaguya-hime trở lại Mặt Trăng trong Chuyện ông lão đốn tre (tranh vẽ khoảng năm 1650).

Giả định về sự sống ngoài Trái Đất theo nghĩa hẹp (trái ngược với thuyết đa nguyên vũ trụ thông thường) trở nên khả thi đối với sự phát triển kiến thức nhật tâm về Hệ Mặt Trời, và sau đó là sự hiểu biết về không gian liên sao trong thời kỳ cận đại, và chủ đề này đã trở nên phổ biến trong nền văn học thế kỷ 17 và 18.
Trong cuốn tiểu thuyết Somnium của Johannes Kepler xuất bản năm 1634 có đoạn kể về nhân vật Duracotus bị ma quỷ đưa lên Mặt Trăng. Ngay cả khi phần lớn câu chuyện này là giả tưởng, sự thật khoa học về Mặt Trăng và cách môi trường Mặt Trăng đã hình thành nên những cư dân không phải con người của nó đều thuộc thể loại khoa học viễn tưởng.
Thi sĩ theo phong cách mô phạm Henry More đã lấy chủ đề cổ điển về thuyết đa nguyên vũ trụ của Democritus xứ Hy Lạp trong cuốn Democritus Platonissans, hay tiểu luận về thế giới vô tận (1647). Nhờ có quan điểm tương đối mới hiểu biết về "Mặt Trời trong thế giới chúng ta / Trở thành ngôi sao ở nơi khác", More đã tạo ra bước nhảy vọt về mặt suy luận đối với các hành tinh nằm ngoài Hệ Mặt Trời, khả năng tồn tại sự sống ngoài Trái Đất vốn là điều phổ biến trong diễn ngôn giáo dục thế kỷ 17, dù trong cuốn Thiên đường đã mất (1667) John Milton tỏ ra thận trọng sử dụng điều kiện này khi ông miêu tả cảnh tượng vị thiên thần gợi ý cho Adam biết khả năng có sự sống trên Mặt Trăng.
Cuốn Cuộc trò chuyện về đa thế giới của nhà văn Pháp Fontanelle kể lại những chuyến du ngoạn tương tự về khả năng tồn tại sự sống ngoài Trái Đất, mở rộng hơn là phủ nhận phạm vi sáng tạo của Đấng Tạo Hóa, tác phẩm này được dịch sang tiếng Anh vào năm 1686. Trong tác phẩm The Excursion (1728) David Mallet đã thốt lên câu thơ như sau: "Mười nghìn thế giới bừng sáng; mỗi thế giới đều có đoàn tàu của riêng mình / Trong những thế giới có người ở". Năm 1752, Voltaire cho xuất bản cuốn tiểu thuyết ngắn mang tên Micromégas kể câu chuyện về một người khổng lồ đến thăm Trái Đất nhằm truyền đạt kiến thức cho nhân loại. Nhà văn Mỹ Washington Irving trong cuốn tiểu thuyết nhan đề Lịch sử New York từ khi bắt đầu thế giới đến cuối thời vương triều người Hà Lan, có nói về việc người Mặt Trăng từng tới thăm Trái Đất.
Camille Flammarion (1842-1925) từng sống trong thời kỳ mà khoa sinh học đạt được nhiều bước tiến hơn, đã suy đoán về cách sự sống có thể phát triển trên các hành tinh khác trong những tác phẩm như La pluralité des mondes habités (Đa số thế giới có người ở) (1862) và Recits de L'Infini (1872) được dịch thành tựa đề Câu chuyện vô tận vào năm 1873. Truyện này vốn được viết trước khi thể loại khoa học viễn tưởng tìm ra hình mẫu của riêng mình.
Gần gũi với thời hiện đại hơn là văn sĩ J.-H. Rosny qua tập truyện ngắn Les Xipéhuz (1887) kể về cuộc gặp gỡ giữa nhân loại với người ngoài hành tinh hóa ra đây lại là một dạng sống khoáng chất không thể giao tiếp được.

### Hiện đại

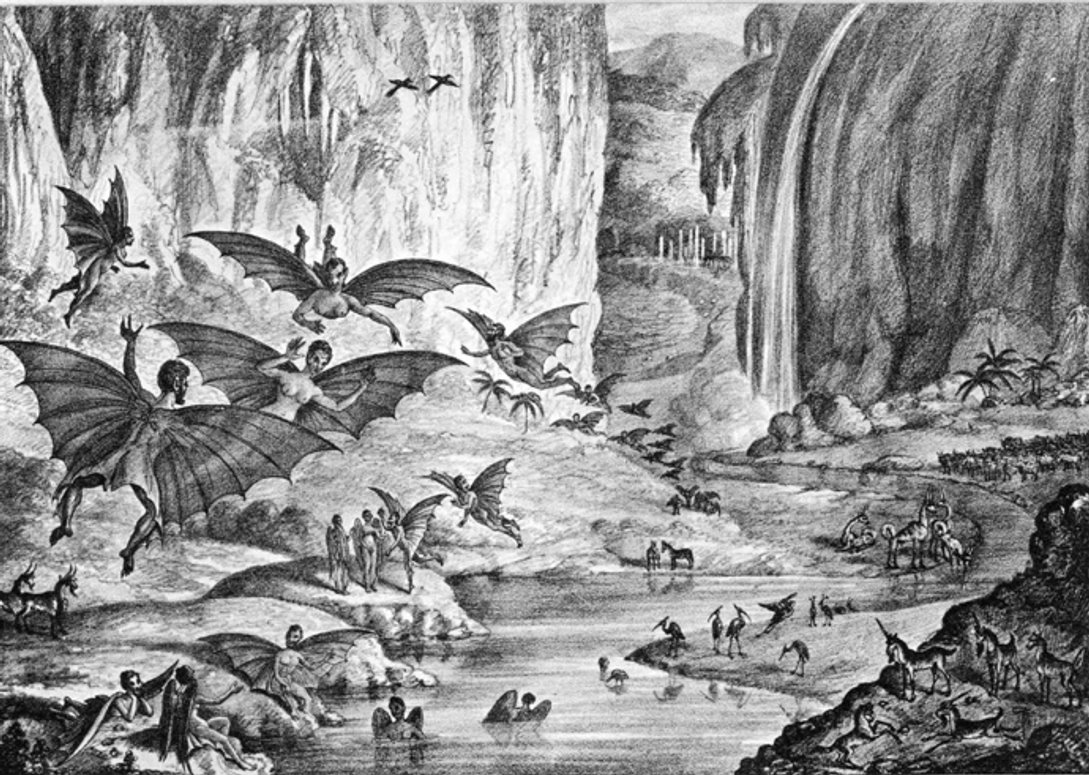
Bản in thạch bản từ loạt bài báo Great Moon Hoax.

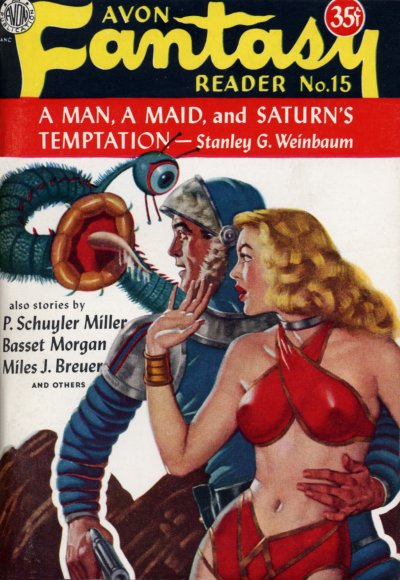
Quái vật mắt bọ, một dạng của khoa học viễn tưởng thời kỳ sơ khai.

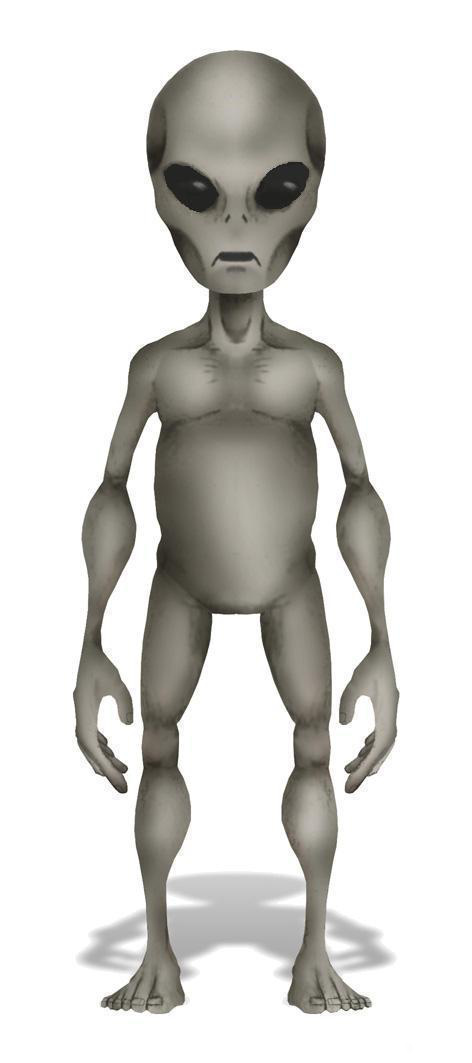
Người ngoài hành tinh "UFO" theo đúng khuôn mẫu hiện nay.

Các tác giả như H. G. Wells, Olaf Stapledon và Edgar Rice Burroughs đều viết cả những câu chuyện mang tính răn dạy và tán dương khi gặp người ngoài hành tinh trong tác phẩm khoa học viễn tưởng và kỳ ảo của họ. Westfahl tóm tắt: "Để khảo sát người ngoài hành tinh trong khoa học viễn tưởng, người ta có thể phân loại họ theo sinh lý, tính cách và mối quan hệ cuối cùng với loài người":
Các tác phẩm thời kỳ sơ khải cho rằng người ngoài hành tinh sẽ giống hệt hoặc tương tự với con người, điều này đúng với Người Hỏa tinh của Edgar Rice Burroughs (xem Sao Hỏa; Công chúa Hỏa tinh), với các biến thể về màu da, kích thước và số lượng cánh tay. ... Giới nhà văn sau này nhận ra rằng người ngoài hành tinh dạng người như vậy sẽ không xuất hiện thông qua quá trình tiến hóa song song và do đó hoặc né tránh hoặc đưa ra lời giải thích về chủng tộc cổ đại sinh sống trong vũ trụ với những sinh vật tương tự như vậy. Khái niệm này từng xuất hiện trong loạt tiểu thuyết Hainish của Ursula K. Le Guin (xem Tay trái hắc ám; Truất hữu) hòng biện minh cho kiểu người ngoài hành tinh dạng người có trong Star Trek (thậm chí đã kết hôn và có con) từ tập "The Chase" của phim Star Trek: The Next Generation (1993).
Một ý kiến phổ biến khác là người ngoài hành tinh gần giống với động vật hơn.
Trong số nhiều người ngoài hành tinh giả tưởng trông giống động vật trên Trái Đất, Westfahl liệt kê:
- Người thằn lằn xứ Buh-Lo (1930) của Francis Flagg[1]
- Người diều hâu có cánh trong bộ truyện dài kỳ Flash Gordon (1936) và các phần tiếp theo[1]
- Kẻ thù ngoài hành tinh giống như côn trùng trong truyện Starship Troopers của Robert A. Heinlein và Ender's Game của Orson Scott Card[1]
- Người ngoài hành tinh giống mèo trong The Wanderer (1964) của Fritz Leiber[1]
- Đám "mog" - "nửa người, nửa chó" - trong bộ phim hài Spaceballs (1987)[1]

Westfahl tiếp tục nhận định, "Tuy vậy, cuốn A Martian Odyssey (1934) của Stanley G. Weinbaum đã khuyến khích giới nhà văn tạo hình người ngoài hành tinh thực sự khác thường, không chỉ là con người hoặc động vật ngụy trang. Olaf Stapledon cũng tạo ra vũ trụ với người ngoài hành tinh khác loại, bao gồm cả những ngôi sao có tri giác như trong quyển Star Maker. Về sau, Hal Clement vốn là nhà văn khoa học viễn tưởng cứng nổi tiếng với những thế giới lạ lùng nhưng hợp lý, còn phát triển người ngoài hành tinh kỳ dị trong các tác phẩm như Cycle of Fire (1957)".